# Estrilda kandti
Estrilda kandti là một loài chim trong họ Estrildidae.